# SN 2006lr
SN 2006lr – supernowa typu Ia odkryta 16 października 2006 roku w galaktyce A023852+0005. W momencie odkrycia miała maksymalną jasność 21,90m.